# Saint-Jacques-le-Mineur
Saint-Jacques-le-Mineur är en kommun i provinsen Québec i Kanada. Den ligger i regionen Montérégie, i den sydöstra delen av landet, 180 km öster om huvudstaden Ottawa.